# Sonam Gyatso
Sonam Gyatso (1543 - 1588) foi o terceiro Dalai-lama, dos catorze que existiram até hoje. Nasceu em Lassa, em 1543, e foi reconhecido como a reencarnação do segundo Dalai-lama, Gedun Gyatso.